# ابخره
ابخره، روستایی از توابع بخش مرکزی شهرستان کوهرنگ در استان چهارمحال و بختیاری ایران است.

## جمعیت
این روستا در دهستان شوراب تنگزی قرار دارد و براساس سرشماری مرکز آمار ایران در سال ۱۳۸۵، جمعیت آن ۲۰ نفر (۶خانوار) بوده‌است.